# Anders Eide
Anders Eide (ur. 7 marca 1971 w Snåsa) – norweski biegacz narciarski, dwukrotny medalista mistrzostw świata juniorów.

## Kariera
Po raz pierwszy na arenie międzynarodowej pojawił się w 1990 roku, startując na mistrzostwach świata juniorów w Les Saisies. Wywalczył tam srebrny medal na dystansie 30 km, a w sztafecie był piąty. Na rozgrywanych rok później mistrzostwach świata juniorów w Reit im Winkl zwyciężył w sztafecie, był czwarty na 30 km i piąty w biegu na 10 km.
W Pucharze Świata zadebiutował 14 marca 1992 roku w Vang, zajmując 44. miejsce w biegu na 50 km techniką klasyczną. Pierwsze pucharowe punkty zdobył blisko rok później, 13 marca 1993 roku w Holmenkollen, gdzie rywalizację na dystansie 50 km klasykiem ukończył na 19. miejscu. Najlepszy wynik w zawodach tego cyklu osiągnął 3 marca 1996 roku w Lahti, gdzie w biegu na 30 km stylem dowolnym był szósty.
W 1998 roku wziął udział w igrzyskach olimpijskich w Nagano, gdzie był jedenasty w biegu na 50 km stylem dowolnym. Na tym samym dystansie był też dwunasty podczas mistrzostw świata w Thunder Bay w 1995 roku. Ponadto na mistrzostwach świata w Trondheim w 1997 roku zajął 26. miejsce w biegu na 30 km techniką dowolną.

## Osiągnięcia

### Igrzyska olimpijskie
| Miejsce | Dzień     | Rok  | Miejscowość | Konkurencja           | Czas biegu | Strata  | Zwycięzca    |
| ------- | --------- | ---- | ----------- | --------------------- | ---------- | ------- | ------------ |
| 11.     | 22 lutego | 1998 | Nagano      | 50 km stylem dowolnym | 2:05:08,2  | +5:58,7 | Bjørn Dæhlie |

### Mistrzostwa świata
| Miejsce | Dzień     | Rok  | Miejscowość | Konkurencja           | Czas biegu | Strata  | Zwycięzca           |
| ------- | --------- | ---- | ----------- | --------------------- | ---------- | ------- | ------------------- |
| 12.     | 19 marca  | 1995 | Thunder Bay | 50 km stylem dowolnym | 1:56:36,0  | +4:35,6 | Silvio Fauner       |
| 26.     | 21 lutego | 1997 | Trondheim   | 30 km stylem dowolnym | 1:06:28,2  | +3:19,3 | Aleksiej Prokurorow |

### Mistrzostwa świata juniorów
| Miejsce | Dzień    | Rok  | Miejscowość   | Konkurencja             | Wynik     | Strata  | Zwycięzca       |
| ------- | -------- | ---- | ------------- | ----------------------- | --------- | ------- | --------------- |
| 2.      | 28 marca | 1990 | Les Saisies   | 30 km stylem dowolnym   | 1:28:15,4 | +45,0   | Johann Mühlegg  |
| 12.     | 30 marca | 1990 | Les Saisies   | 10 km stylem klasycznym | 29:55,4   | +1:03,2 | Jiří Kvapil     |
| 5.      | 31 marca | 1990 | Les Saisies   | Sztafeta 4 × 10 km      | 2:00:31,0 | +2:21,1 | NRD             |
| 5.      | 6 marca  | 1991 | Reit im Winkl | 10 km stylem klasycznym | 29:15,1   | +17,6   | Thomas Alsgaard |
| 4.      | 8 marca  | 1991 | Reit im Winkl | 30 km stylem dowolnym   | 1:25:35,9 | +2:01,0 | Thomas Alsgaard |
| 1.      | 10 marca | 1991 | Reit im Winkl | Sztafeta 4 × 10 km      | 1:40:45,0 | -       | -               |

### Puchar Świata

#### Miejsca w klasyfikacji generalnej
- sezon 1992/1993: 71.
- sezon 1993/1994: 46.
- sezon 1994/1995: 39.
- sezon 1995/1996: 11.
- sezon 1996/1997: 25.
- sezon 1997/1998: 18.
- sezon 1998/1999: 78.
- sezon 1999/2000: 68.
- sezon 2000/2001: 117.

#### Miejsca na podium w zawodów PŚ
Eide nigdy nie stał na podium zawodów PŚ.